# Les Insoumis (film, 2016)
Pour l’article homonyme, voir Les Insoumis.
Pour plus de détails, voir Fiche technique et Distribution.
Les Insoumis (In Dubious Battle) est un film américain réalisé par James Franco, tiré du roman du même nom original (paru en 1936) de John Steinbeck, sorti en 2016. Le film est présenté en France lors du Festival du cinéma américain de Deauville en 2016.

## Synopsis
Ce film, qui se déroule en 1933, est une critique de l'oppression exercée par les riches. Ce film représente la naissance des syndicats et la révolte.

## Fiche technique
- Titre original : In Dubious Battle
- Titre français : Les Insoumis
- Réalisation : James Franco
- Scénario : Matt Rager, d'après l'œuvre de John Steinbeck
- Directeur de la photographie : Bruce Thierry Cheung
- Musique : Volker Bertelmann
- Montage : Aaron I. Butler et Gary Roach
- Décors : Javed Noorullah
- Costumes : David Page
- Production : Monika Bacardi, Andrea Iervolino, Vince Jolivette, Scott Reed, Ron Singer, Iris Torres et James Franco
- Sociétés de distribution : Momentum Pictures (en), Universal Pictures
- Durée : 110 minutes
- Dates de sortie :
  - Italie : 3 septembre 2016 (première mondiale à la Mostra de Venise[1])
  - États-Unis : 7 février 2017
  - France : 26 septembre 2017 (en DVD)

## Distribution
- James Franco (VF : Anatole de Bodinat) : Mac McLeod
- Nat Wolff (VF : Julien Bouanich) : Jim Nolan
- Selena Gomez (VF : Karine Foviau) : Lisa London
- Vincent D'Onofrio (VF : Thierry Buisson) : Al Anderson
- Robert Duvall (VF : Michel Bedetti) : Chris Bolton
- Ed Harris (VF : Philippe Catoire) : Jo
- Sam Shepard : M. Anderson
- Bryan Cranston (VF : Jean-Louis Faure) : le shérif
- Ashley Greene (VF : Edwige Lemoine) : Alice
- Zach Braff (VF : Yann Sundberg) : Connor
- Scott Haze (VF : Marc Arnaud) : Frank
- Ahna O'Reilly (VF : Julia Boutteville) : Edie
- Analeigh Tipton (VF : Diane Dassigny) : Vera
- Josh Hutcherson (VF : Clément Moreau) : Vinnie
- Keegan Allen : Keller
- Austin Stowell (VF : Gilduin Tissier) : Eddie

 Source et légende : version française (VF) sur RS Doublage

## Production

### Lieux de tournage
Sauf indication contraire, les informations mentionnées dans cette section peuvent être confirmées par la base de données cinématographiques IMDb,  présente dans la section « Liens externes ».
Le film a été tourné :
- Aux États-Unis :
  - À Duluth, Bostwick, Senoia et Gay en Géorgie
  - À Yakima et Cowiche (en) dans l'État de Washington

## Bande originale
Sauf indication contraire, les informations mentionnées dans cette section peuvent être confirmées par la base de données cinématographiques IMDb,  présente dans la section « Liens externes ».
- Which Side Are You On? (en) par The Almanac Singers.
- Stepping In, Stepping Out par Timo Elliston.

## Accueil

### Accueil critique
Sur l'agrégateur américain Rotten Tomatoes, le film récolte 30 % d'opinions favorables pour 23 critiques. Sur Metacritic, il obtient une note moyenne de 43⁄100 pour 15 critiques.